# انون-بووازان
انون-بووازان (به فرانسوی: Asnans-Beauvoisin) یک کمون در فرانسه است که در canton of Chaussin واقع شده‌است. انون-بووازان ۱۶٫۲۴ کیلومتر مربع مساحت دارد.